# La camera azzurra (Valadon)
La camera azzurra (La chambre bleue) è un dipinto a olio su tela dell'artista francese Suzanne Valadon, realizzato nel 1923. L'opera, di proprietà del Museo nazionale di arte moderna del Centro Georges Pompidou, è dal 1999 conservato al Museo di Belle Arti di Limoges.

## Storia
Il quadro fu dipinto nel 1923 e presentato al Salon d'Automne. Nel 1926 fu donato da Lord Joseph Duveen al Museo nazionale di arte moderna.

## Descrizione
L'opera rappresenta una donna semi distesa su un letto, con una sigaretta in bocca e due libri vicino ai suoi piedi. Il titolo dell'opera si riferisce alla predominanza di azzurro che si ritrova sul copriletto e il tessuto che incornicia il letto. 
Benché il dipinto si rifaccia al tema classico delle donne sdraiate e seducenti, come la Venere di Urbino e la Danae di Tiziano Vecellio o la Venere dormiente di Giorgione, c'è un taglio moderno. La donna del quadro è rappresentata in modo naturale. Il corpo, leggermente appesantito dall'età, non è idealizzato. La donna indossa pantaloni maschili a righe e sta fumando: una vera trasgressione per l'epoca anche rispetto a opere più tardive come come nella Maja vestida o nell'Olympia.
La donna rappresentata del quadro è dunque una donna moderna, libera e emancipata.